# Takayoshi Sato
Takayoshi Sato (Japonês: 佐藤隆善, Hepburn: Satō Takayoshi) é um desenhista, diretor de arte, e diretor de CGI. É mais conhecido por ter sido membro da Team Silent. Fez parte da criação de Silent Hill e Silent Hill 2.

## Biografia
Sato nasceu em Tóquio, no Japão. Em 1972 ingressou na Universidade de Arte de Tama. Em 1996 conseguiu seu diploma de bacharel em pintura a óleo. Em 2011 conseguiu seu diploma em Animação Avançada de Personagem. Desde fevereiro de 2012 trabalha para a Nintendo como produtor visual.
Quando Sato começou a trabalhar no que descreveu como "jogos sérios", ele disse: "Sinto que os jogos estão sendo padronizados em poucos formatos ultimamente: FPS, RTS, MMO, Ação em 3ª Pessoa, e Esportes. Há uma tendência de criar os mesmos jogos, de novo e de novo, com apenas uma atualização visual. E a única coisa que os artistas supostamente devem fazer é 'ser profissionais' e embrulhar para presente os mesmos elementos de jogo com uma nova bela casca."

## Trabalhos
| Videojogo                                | Data de lançamento | Papel                                    |
| ---------------------------------------- | ------------------ | ---------------------------------------- |
| Sexy Parodius                            | 1996               | Animador                                 |
| Silent Hill                              | 1999               | Diretor de CGI, desenhista de personagem |
| Silent Hill 2                            | 2001               | Diretor de CGI, desenhista de personagem |
| GoldenEye: Rogue Agent                   | 2004               | Diretor de arte                          |
| Tiberium                                 | Não lançado        | Diretor de arte                          |
| Pamoja Mtaani                            | 2009               | Diretor de arte                          |
| Moonbase Alpha                           | 2010               | Diretor de arte                          |
| Mario and Donkey Kong: Minis on the Move | 2013               | Produtor visual                          |
| Mario vs. Donkey Kong: Tipping Stars     | 2015               | Produtor visual                          |
| Mario Tennis: Ultra Smash                | 2016               | Produtor visual                          |
| Paper Mario: Color Splash                | 2016               | Produtor visual, diretor de arte         |